# Thái thúc Độ
Sái thúc Độ (chữ Hán: 蔡叔度, còn được gọi là Thái thúc Độ), tên thật là Cơ Độ (姬度), là vị vua đầu tiên của nước Sái – chư hầu nhà Chu trong lịch sử Trung Quốc.

## Thân thế
Sái thúc Độ là con thứ năm của Tây bá Cơ Xương trong số 10 người con cùng mẹ (Bá Ấp Khảo mất sớm, Vũ vương trọng Phát, thúc Tiên, thúc Đán, thúc Độ, thúc Chấn Đạc, thúc Vũ, thúc Xử, thúc Phong, quý Tái.)

## Thụ phong đất Sái
Cơ Phát lật đổ vua Trụ nhà Ân lên làm vua, lập ra nhà Chu. Chu Vũ vương biết lòng người còn nhớ nhà Ân, nên không làm tuyệt hương hoả nhà Ân, bèn phong cho con vua Trụ là Vũ Canh tiếp tục cai trị đất Ân. Các vùng xung quanh nhà Ân còn chưa hoàn toàn thần phục nhà Chu, Chu Vũ vương chia làm ba khu vực: phía bắc Triều Ca đến đất Bội phong cho em trai là Hoắc thúc Xử; phía đông Triều Ca là đất Vệ phong cho là Quản thúc Tiên, phía tây Triều Ca là đất Dung phong cho Sái thúc Độ.
Trên danh nghĩa, Sái thúc Độ cùng 2 người anh em có trách nhiệm giúp đỡ Vũ Canh nhưng trên thực tế, Chu Vũ vương dùng họ để giám sát, kiềm chế Vũ Canh, vì vậy sử gọi họ là "Tam giám".

## Theo Vũ Canh chống Chu thất bại
Chu Vũ Vương lên ngôi chỉ ít năm sau thì qua đời. Thái tử Tụng còn nhỏ lên nối ngôi, tức là Chu Thành vương. Chu công Đán được Chu Vũ vương uỷ thác phụ chính cho cháu.
Vũ Canh ở đất Ân nhân cơ hội nhà Chu mới dựng, vua mới của nhà Chu còn nhỏ, nên định khôi phục nhà Ân. Có ý kiến dị nghị Chu công chuyên quyền lấn át thiên tử. Vũ Canh tìm cách liên lạc với Tam giám để chia rẽ họ với triều đình nhà Chu.
Do sự thuyết phục của Vũ Canh, cả ba người em của Chu Vũ vương là Quản thúc Tiên, Hoắc thúc Xử và Sái thúc Độ đều đồng tình chống lại Chu Công Đán và Chu Thành vương. Không lâu sau, Vũ Canh dụ bộ lạc Hoắc Địa theo mình, cùng Quản thúc Tiên, Hoắc thúc Xử và Sái thúc Độ nổi dậy chống nhà Chu. Chu công và Thiệu công tập trung dàn xếp xong việc nội chính, sau đó Chu công mang quân đi đông chinh.
Sau 3 năm, Chu công Đán đánh bại được quân của Vũ Canh. Vũ Canh và Quản thúc Tiên bị Chu Công giết chết; Hoắc thúc Xử và Sái thúc Độ bị bắt đi đày.

## Người kế tục
Không rõ kết cục sau cùng của Sái thúc Độ. Ông có người con là Cơ Hồ, vốn là người hiền. Chu công Đán biết vậy nên cho Cơ Hồ nối nghiệp Sái thúc Độ giữ nước Sái, không truất bỏ. Đó là Sái Trọng Hồ.